# Eustala rustica
Eustala rustica is een spinnensoort in de taxonomische indeling van de wielwebspinnen (Araneidae).
Het dier behoort tot het geslacht Eustala. De wetenschappelijke naam van de soort werd voor het eerst geldig gepubliceerd in 1955 door Arthur Merton Chickering.